# Doblete léxico
Un doblete léxico, también conocido como par léxico, palabra biforme o par etimológico, es un par de palabras que comparten la misma etimología, pero son el resultado sincrónico de un proceso diacrónico diferenciado de evolución fonética dentro de una misma lengua. Estos se dan gracias a que un mismo término, normalmente de origen latino, griego, árabe o lenguas germánicas, es introducido a la lengua en dos ocasiones. Por ello, normalmente una de las formas siguió el proceso normal de romantización (vulgarismo) y tiende a tener un significado más abstracto. Mientras tanto, la otra es insertada después a la lengua (cultismo) y se acerca más al significado de la etimología. En el español, gran parte de los dobletes se constituyeron entre el siglo XV y XVII debido a la gran cantidad de cultismos incorporados en el periodo medio.
Puede estar asociado a una pareja semántica, es decir, dos palabras con significados emparejados, por oposición o por contraposición y se presentan cuando las palabras tienen las mismas condiciones diafásicas (diferencia en registros), diastráticas (diferencias socioculturales) y diatópicas (diferencia de procedencia geográfica).
Se distinguen tres vías diacrónicas que explican la conformación del léxico español: las voces patrimoniales (populares), los semicultismos que no han seguido el curso evolutivo tradicional y los cultismos (latinismos) que enriquecen el léxico culto. Por ejemplo, el tema latino regul- ha dado en español reja (voz popular), regla (semicultismo) y regular (cultismo). También se percibe el fenómeno en: directo y derecho, íntegro y entero, elegido y electo.
En general, las formaciones cultas se especializan para un determinado significado; mientras que las patrimoniales expresan otros matices. Por ejemplo, el término “biblioteca”, formado por dos étimos griegos (biblio- y -theca), hace referencia al lugar donde se clasifican y custodian libros; por otro lado, el  nombre patrimonial, “librería”, se reserva para la tienda o almacén donde estos se venden o el mueble donde colocarlos. Conviene notar que el léxico especializado se denomina terminología.

## Tipos de dobletes léxicos
Los tipos de dobletes pueden ser identificados por su evolución semántica:
- El cultismo y el vulgarismo tienen casi el mismo significado (ej. agüero/augurio).
- Tanto el cultismo como el vulgarismo se acercan al significado de la etimología (ej. hombro/húmero).
- El vulgarismo evoluciona y el cultismo mantiene el significado de su etimología (ej. huraño/foráneo).
- El cultismo tiene un significado más metafórico y el vulgarismo mantiene un significado cercano a la etimología (ej. llave/clave).
- Dobletes que no siguen ninguna de las reglas anteriores (ej. rotura/ruptura).[6]

El caudal léxico del español documenta pares léxicos procedentes de una misma raíz, a menudo con un significado común o muy similar: rápido / raudo, frígido / frío, litigar / lidiar, signo / seña. Sin embargo, los significados rebasan la simple sinonimia, dado que hay una carga semántica diversa en ellos.

En su larga historia, el español recurrió al latín para la formación de nuevas palabras, por motivos e intereses muy variados. “El Quijote” (Quijote, II-XLIII), muestra, por ejemplo, un neologismo: 
“Erutar, Sancho, quiere decir regoldar, y éste es uno de los más torpes vocablos que tiene la lengua castellana, aunque es muy significativo; y así, la gente curiosa se ha acogido al latín, y al regoldar dice erutar, y a los regüeldos, erutaciones; y, cuando algunos no entienden estos términos, importa poco, que el uso los irá introduciendo con el tiempo, que con facilidad se entiendan; y esto es enriquecer la lengua, sobre quien tiene poder el vulgo y el uso”.

## Ejercicios para el aprendizaje y dominio de doblete
El fenómeno de los dobletes puede plantear dificultades de aprendizaje para los extranjeros, particularmente cuando el contraste semántico entre el par de palabras es poco claro. Por eso, a continuación se sugieren los siguientes ejercicios para su aprendizaje y dominio: 
- Asociación de palabras ofrecidas dos listas
- Eliminación de términos no sinonímicos en grupos dados de palabras sinónimas
- Identificar series o parejas de sinónimos
- Sustitución en textos de palabras por sus sinónimos
- Enriquecimiento de un texto repetitivo con sinónimos.
- Selección del sinónimo apropiado para un contexto dado.
- Sustitución de términos generales por específicos, abstractos por concreto[4]